# 光电导效应
光电导效应或光电导（英语：Photoconductivity）是电磁波入射到物体表面导致其电导率变化的现象，是内光电效应的一种。
当光被诸如半导体的材料吸收时，电子受到足够能量时将越过能隙被激发至导带。半导体内自由的电子和空穴增加，进而导致电导增加。

## 应用
光电导效应最常见的的应用是光敏电阻，可用于光度感应器等设备。常见的光导材料如导电聚合物亦广泛在复印机中应用。